# Hugh Mackay (14e Lord Reay)
Hugh William Mackay, 14e Lord Reay, baron Mackay (19 juillet 1937 - 10 mai 2013) est un homme politique britannique et membre conservateur de la Chambre des lords. Il est le seul homme Lord of Parliament à siéger à la Chambre des lords après l'abolition du droit automatique de tous les pairs héréditaires britanniques de siéger à la Chambre des Lords en 1999, la seule femme étant The Lady Saltoun.

## Biographie
Lord Reay est le fils unique d'Enée Alexander Mackay, 13e Lord Reay. Il fait ses études au Collège d'Eton et à Christ Church, à Oxford.
Il succède à son père en 1963, siégeant à la Chambre des lords d'abord en tant que cross-bencher, puis en tant que libéral, et enfin, à partir de 1972, en tant que conservateur. Il défend des causes allant de l'abolition de la peine capitale aux restrictions sur les parcs éoliens terrestres.
Il siège en tant que Député européen de 1973 jusqu'aux premières élections de 1979. Il est également délégué au Conseil de l'Europe, habitant dans les domaines néerlandais de la famille à Ophemert.
Il est ensuite nommé whip de la Chambre des lords en 1989 par Margaret Thatcher. En 1991, il est déplacé par son successeur, John Major, au ministère du Commerce et de l'Industrie en tant que sous-secrétaire d'État parlementaire, mais il quitte le gouvernement aux élections générales de 1992.
Avec l'adoption de la House of Lords Act 1999, Lord Reay, ainsi que presque tous les autres pairs héréditaires, perd son droit automatique de siéger à la Chambre des Lords, cependant, il est l'un des 92 pairs héréditaires élus pour rester à la Chambre des Lords en attendant l'achèvement de la réforme de la Chambre des lords.
Lord Reay est le chef héréditaire du clan Mackay et le seigneur d'Ophemert et de Zennewijnen aux Pays-Bas.

## Famille
Lord Reay se marie deux fois. Avec sa première épouse Tessa Keswick (en), (née Annabel Terese Fraser), fille de Lord Lovat (elle est maintenant l'épouse de Henry Keswick), il a deux fils et une fille. Avec sa deuxième épouse Victoria Isabella, fille cadette de Victor Warrender (1er baron Bruntisfield), il a deux filles.
Il est remplacé par son fils aîné, Æneas Simon Mackay, maître de Reay (né le 20 mars 1965), banquier, qui épouse, le 14 janvier 2010, Mia Ruulio, fille aînée de Markus Ruulio d'Helsinki. Son héritier est son fils, Alexander Shimi Markus Mackay (né le 21 avril 2010).